# Csonka László
Csonka László (Szeged, 1890. április 24. – Madrid, 1964. március 13.) magyar mérnök és építési vállalkozó, a Kékestető első fejlesztője, a Kékes Szálló építője és tulajdonosa. 

## Életpályája
Édesapja, Csonka Ferenc "Szeged város vegyésze", nagybátyja Csonka János a porlasztó társfeltalálója és az első magyar gépjármű építője, unokatestvére Csonka Pál statikus. A Műegyetemen végzett tanulmányokat, ahol testvéreivel együtt tagja volt a híres evezős csapatnak is. 1912-ben kapott mérnöki diplomát. Az első világháborúban műszaki és vasútépítő alakulatoknál  teljesített szolgálatot, amiért 1915-ben arany szolgálati kereszttel tüntették ki.
Az 1920-as évek elején megalapította az Első Magyar Magas- és Mélyépítő Részvénytársaságot, amelynek első nevezetes munkája az Óbuda legdélibb részén található újlaki strand volt, ahol 1925-ben 50 méteres versenymedence is épült.  Csonka László cége valószínűleg 1925-ben vette fel a Magyar Magas- és Mélyépítési Részvénytársaság nevet,  és e cég élén építette meg 1926 és 1931 között mátraházai szanatóriumot. Ennek befejezése után kezdett hozzá, a gazdasági válság legsúlyosabb éveiben, saját kockázatára a Kékes Szálló megépítéséhez, így nem kellett munkásokat elbocsátania. A gyógyszálló 1933 júniusában nyitotta meg kapuit. működtetésére 1933 februárjában külön részvénytársaságot alapítottak. amelybe 1938-ban beleolvadt a Magyar Magas- és Mélyépítési Rt. A Kékes Szálló sikerét mi sem mutatja jobban, mint hogy 1938-ban új szárnyat építettek hozzá.

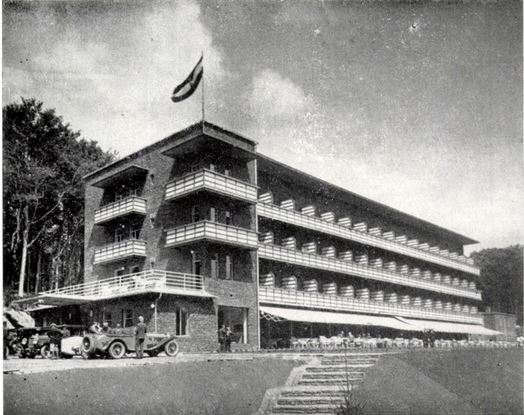
Kékes Szálló 1933

Csonka László alapította nagycsaládi cégként 1927-ben a Zsófia Virág- és Gyümölcskereskedelmi Rt.-t is.
Csonka László építőipari vállalkozása 1940 és 1944 között nagyobbrészt hidak helyreállítását végezte, elsősorban a Délvidéken (pl. újvidéki híd) és a második világháborút követően is ezen a területen tevékenykedett (budapesti hidak roncskiemelése). Ezenkívül a háború utolsó évében hadikórházzá átalakított és jelentős károkat szenvedett Kékes Szállót igyekezett – saját vagyonából – helyreállítani. A szállót nem sokkal e munkálatok befejezése után, 1949 márciusában államosították.  A szálló mellett épített saját házát és annak berendezését, illetve budapesti lakását is elvették. Csonka László ezután a Magyar Szabványügyi Hivatalnál helyezkedett el, ahol szabványosítási feladatokkal foglalkozott. 1963-ban kapott kivándorlási engedélyt, akkor külföldön élő gyermekeihez távozott és Madridban halt meg egy évvel később.

## Az általa kivitelezett jelentősebb épületek

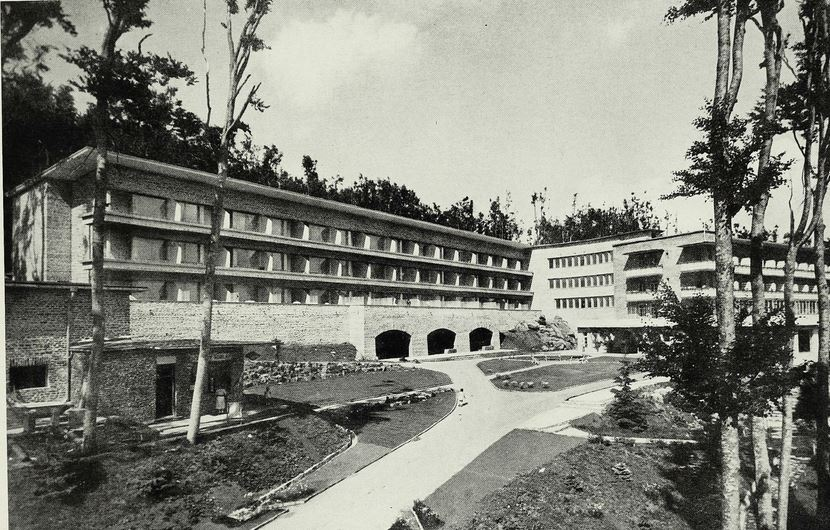
Kékes Szálló, 1938

- Mátraházi tüdőszanatórium
- Kékes SzállóKékes Szálló, 1938

## Családja
Felesége: Bezegh-Huszágh Magdolna (esküvő dátuma: 1929. január 7.)
Gyermekei: Csonka Zsuzsanna (1929-2021), Csonka Tamás (1931-2016), Csonka Hanna (1938-2020)

## Emlékezete
2002-ben a Kékestetőn emlékkövet állítottak tiszteletére.